# Ib Larsen
Ib Ivan Larsen (Kongens Lyngby, 1 de abril de 1945) es un deportista danés que compitió en remo.
Participó en los Juegos Olímpicos de México 1968, obteniendo una medalla de bronce en la prueba de dos sin timonel. Ganó una medalla de bronce en el Campeonato Europeo de Remo de 1969.

## Palmarés internacional
| Juegos Olímpicos   | Juegos Olímpicos          | Juegos Olímpicos  | Juegos Olímpicos |
| Año                | Lugar                     | Medalla           | Prueba           |
| ------------------ | ------------------------- | ----------------- | ---------------- |
| 1968               | Ciudad de México (México) | Medalla de bronce | Dos sin timonel  |
| Campeonato Europeo |                           |                   |                  |
| Año                | Lugar                     | Medalla           | Prueba           |
| 1969               | Klagenfurt (Austria)      | Medalla de bronce | Dos sin timonel  |